# Declaración de los 46
Se llama Declaración de los 46 a una carta secreta enviada por un grupo de 46 líderes soviéticos destacados al Buró Político del Comité Central del Partido Comunista de la Unión Soviética el 15 de octubre de 1923.

## Origen de la declaración
El origen de esta declaración puede rastrearse hasta una carta enviada por León Trotski al Politburó el 8 de octubre de 1923, donde expresaba su preocupación por lo que él consideraba decisiones arbitrarias y dictatoriales del Politburó, y que llevaban incluso a la supresión por la fuerza de movimientos disidentes. Básicamente la preocupación de Trotski era el creciente papel de Iósif Stalin dentro del aparato del partido, y tanto su carta como la declaración sucesiva buscaban aclarar esta situación de poder dentro del partido.

## La declaración
La declaración comienza manifestando su preocupación, en el nombre del partido y de la clase trabajadora, por la amenaza que las actuaciones de la mayoría del Politburó representan para el partido, criticando con dureza «lo inadecuado» de su conducción y liderazgo, tanto en lo económico como en lo político. Si bien reconoce éxitos en los campos industrial, agrícola, financiero y de transportes, los asigna a un logro «espontáneo de la nación», y no al liderazgo inadecuado del partido, o más específicamente a «la falta de liderazgo», temiendo situaciones catastróficas para el país si esto no se soluciona.
En el resto de la declaración se analiza con más detalle la situación política y económica, se revisa la historia de cómo el liderazgo actual llegó a encabezar el partido desde la enfermedad de Lenin en 1921 y culmina con la propuesta de llamar a una reunión urgente del Comité Central invitando a participar a «camaradas con una postura respecto a la situación presente distinta a la de los puntos de vista de la actual mayoría del Comité».

## Firmas
Esta declaración no fue firmada como un todo, sino que los firmantes hacían salvedades respecto a algunos de sus puntos, de hecho la declaración completa, sin prevenciones, sólo fue firmada por tres de sus redactores: Yevgueni Preobrazhenski, B. Breslav y Leonid Serebriakov. El resto de los firmantes hacía reparos a algunos puntos o firmaba condicionalmente.
Entre los firmantes no figuró León Trotski.
Ninguno de los firmantes sobrevivió a las posteriores purgas de Iósif Stalin.